# Bansberia
Bansberia est une ville et une municipalité du district de Hooghly, dans l'État indien du Bengale-Occidental. 
Elle se trouve à environ 45 km de Calcutta, à l'extrémité ouest du pont Iswar Gupta Setu (Kalyani-Bansberia). Elle fait partie de la zone couverte par l'Autorité de développement métropolitain de Calcutta (KMDA). La gare de Bansberia se trouve à 4 km de Bandel Junction (en), sur la ligne Bandel-Katwa. La zone est couverte par deux commissariats de police : Chinsurah (W.no.1-4) et Mogra (W.no.5-22). La partie des deux commissariats de police est régie par le commissariat de police de Chandannagar. Kartik Puja est le célèbre festival de Bansberia. Bansberia est également célèbre pour son Kumbh Mela.

## Géographie
La région de Bansberia est composée de plaines alluviales plates qui forment une partie du delta du Gange. La rive ouest, élevée, du fleuve Hooghly, soumis aux marées, est fortement industrialisée.
Hansghara (en), Kola, Alikhoja (en), Amodghata (en), Shankhanagar (en) et Chak Bansberia (en) forment un groupe de villes de recensement sur le côté est de Bansberia qui comprend aussi Mogra et Bara Khejuria.

## Histoire
Bansberia est l'une des principales villes de l'ancien Saptagram. 
La mosquée et le Dargah de Zafar Khan Ghazi, situés à Tribeni dans le district de Hooghly, au Bengale-Occidental, sont considérés comme l'un des plus anciens monuments musulmans encore existants au Bengale. Selon une inscription, la mosquée date de 698 AH (1298 après JC). La mosquée est une structure oblongue mesurant 23,38 sur 10,53 mètres à l'extérieur. C'est le plus ancien exemple survivant du style brique et pierre introduit par les musulmans au Bengale à la place du style hindou traditionnel consistant à poser des pierres de taille rectangulaires les unes sur les autres sans mortier.